# Roberto I, Duque da Borgonha
Roberto I, Duque da Borgonha ou Roberto I Capeto (1011 – Fleury-sur-Orne, França, 21 de março de 1076), cognominado o Velho ou sem terra, foi Duque da Borgonha entre 1033 e a sua morte, e o primeiro duque da dinastia Capetiana a governar o ducado até ao século XIV. Foi o filho mais novo do rei Roberto II de França e irmão de Henrique I.
Roberto tornou-se Duque da Borgonha por doação do seu irmão Henrique, depois da sua ascensão à coroa de França. Foi sucedido pelo seu neto Hugo I, filho de Henrique. O seu neto Henrique tornou-se Conde de Portugal e foi pai de Afonso Henriques rei de Portugal.

## Revolta e Reconciliação
Em 1031, provavelmente pressionado pela rainha Constança, uniu-se em revolta com seu irmão Henrique I contra o rei, seu pai. Henrique tomou o castelo de Dreux e Roberto tomou Beaune e Avallon. Eles se reconciliaram por iniciativa de Guilherme de Volpiano, abade de St-Benigne de Dijon. No ano seguinte, após a morte de seu pai, apoiado por sua mãe Constança de Arles, ele se revoltou contra o seu irmão mais velho, reivindicando o trono. A guerra surgiu entre os dois irmãos. Henrique apoiado pelo duque da Normandia fez toda a resistência impossível e Roberto foi derrotado perto de Villeneuve-Saint-Georges renunciou à sucessão e retomou posse do Ducado da Borgonha que seu pai tinha planeado lhe dar. Ele não pôde tomar posse senão no final de 1032 ou início de 1033, depois que seu irmão Henrique, expulso do reino por Constança, ter conseguido recuperar seu trono.

## Casamento com Hélia de Semur
Em 1034, aliaou-se à família de ricas possessões em Autun e de em Charolais, os senhores de Semur-en-Brionnais, casando em primeiras núpcias, com sua prima em segundo grau Hélia de Semur-en-Brionnais, (1016 – †1056) filha de Damásio (ou Dálmaso ou ainda Dâmaso), senhor de Semur-en-Brionnais, e de Aremberge de Vergy, filha de Henrique de Borgonha e uma sobrinha do rei Hugo I.
Hélia Hugo Semur era a irmã do abade Hugo de Cluny (1024-1109), e a sobrinha-neta do conde-bispo Hugo de Chalon. O duque Roberto tornou-se pelo casamento o cunhado do abade Hugo de Cluny.

## A sucessão no Outre-Saône

O Ducado da Borgonha e o Condado da Borgonha (aproximadamente o Franco-Condado atual)

Em Outre-Saône, no Condado da Borgonha, o último rei, Rudolfo III morreu em 1032 sem descedência. Dois dos seus sobrinhos, Odão, filho de sua irmã Berta da Borgonha, e Conrado, marido de sua sobrinha Gisela, filha de sua irmã Gerberga, poderiam reivindicar à sua sucessão. Afastado Odão, a escolha de Rodolfo foi feita em Conrado, que apoiou à sua sucessão. Odão reivindicou o seu direito. Reinaldo I, filho de Otão-Guilherme, aderindo ao seu partido, entrou na liga contra Conrado e nas duas tentativas (1033-1036) que Odão fez para tomar posse do reino de Borgonha. Em 17 de maio de 1038, no dia da dieta de Soleure, que viu a ligação ao Império do Condado, Reinaldo preferiu ficar em Dijon, juntamente com os condes de Chalon e de Nevers, os bispos de Langres e de Soissons, em vez de prestar vassalagem ao imperador; comprovando o interesse e apoio (?) que deveria mostrar o duque Roberto pelos assuntos do Outre-Saône.

## Intervenções no Auxerrois
Em 04 de novembro de 1039, Hugo de Chalon, conde de Chalon e bispo de Auxerre morreu. Ele era o único defensor dos direitos invocados pelo rei Roberto, o Pio em sua luta para se tornar senhor da Borgonha e que devia ao favor real em ser sacrado a 05 de março de 999 como bispo de Auxerre. Ele teve um papel no aconselhamento com o duque e sua influência na Borgonha havia sido considerável. Sua morte desencadeou uma intervenção de Roberto I em Auxerrois contra Reinaldo, conde de Nevers, cunhado do duque. Roberto fez ele tomar posse do condado ou fez reconhecer a sua suserania por Reinaldo, ou ainda fez aceitar Heriberto na qualidade de bispo, sucessor Hugo de Chalon,O historiador Richard J. escreveu que as razões para a intervenção em Auxerrois são obscuras. O encontro armado que aconteceu entre os dois adversários em Sainte-Vertu, no Yonne, custou a vida do conde Reinaldo. A morte do conde pôs fim às hostilidades e permitiu a Roberto I manter o seu domínio sobre o Auxerrois.
O filho de Reinaldo, Guilherme I, reforçou o seu poder pelo seu casamento em 1045 com Ermengarda de Tonnerre e reivindicou seus direitos no condado de Auxerre. A guerra recomeçava. Em 1057 um exército ducal comandado por Hugo, o filho mais velho do duque, invade o Auxerrois e incendiaram a cidade de Saint-Bris. Roberto I, em 1058, ajudado por Teobaldo, conde de Blois, também se tornou conde de Champagne, atacou a Abadia de Saint-Germain de Auxerre. Por volta de 1059 e 1060, o filho mais velho de Roberto I, Hugo, encontrou a morte pouco depois em uma ação de guerra contra o conde Guilherme I de Nevers. No ano seguinte, Teobaldo voltou à guerra no Auxerrois. só conseguindo incendiar Toucy. O concílio de Autun, em 1060, marcou o fim da guerra no Auxerrois. O duque parece ter abandonado os seus direitos sobre o Auxerrois.

## Amortede Damásio de Semur-en-Brionnais
Roberto detinha um caráter violento e selvagem. Nas palavras de alguns historiadores, especialmente E. Petit, apoiado por Eugene Jarry, o que não é subscrito pelo historiador J. Richard 
J. Richard refuta e, da sua parte, se contenta de escrever especialmente sobre a morte de Damásio: «Nós não sabemos nada sobre o tipo de morte a que sucumbiu Damásio de Semur». Mas no entanto, fornece os seguintes detalhes: Hildeberto (Hildeberto de Mans) refere que o duque, seu genro, o havia feito perecer «propria manu», o que permitiu aos historiadores da região de Brionnais em supor que ele havia encontrado a morte durante a guerra do Auxerrois. Quanto a Petit, acrescenta à morte de Damásio, a do filho deste, morto por «dois soldados do duque», que aqui o evidênciam as fontes. O mesmo historiador, de acordo com outr interpretação  supôs que Damásio teria sido envenenado durante um banquete no qual se encontrava o seu genro, isto de acordo com o tympanum da Porte des Bleds, na Igreja de Notre-Dame de Semur-en-Auxois, executado apenas depois 1250 e que representa um banquete na corte do rei Gondofares, entre outras cenas da lenda de São Tomé. As contorsões de uma dançarina são assimiladas como as convulsões de Damásio envenenado . Este erro de interpretação foi devido a uma confusão entre os dois Semur, cometido por Courtépée que sabia entretanto que o selo da duquesa Hélia havia sido descoberto no castelo de Semur-en-Brionnais e afirma ainda que Notre-Dame de Semur havia sido construída por Roberto I para expiação da morte de Damásio. A morte deste foi anterior a 1048, como o mostra uma carta de Cluny (n° 2940) onde consta: "Nós não sabemos nada sobre o tipo de morte a que sucumbiu Damásio de Semur", o duque Roberto poderia, em um acesso de raiva depois de uma discussão durante uma refeição, ter matado Damásio de Semur , seu padrasto bem como seu cunhado, Jocerando, filho de Damásio, que queria intervir.

## Expedição na Espanha
O abade Hugo de Cluny, que desempenhou um papel em Espanha na propagação da reforma gregoriana e na erradicação do rito moçárabe, interessou a nobreza borgonhesa pela Reconquista. Roberto I entrou em 1058 em Barcelona, na corte do conde desta cidade, Raimundo Borel. Ele estava acompanhado de seu segundo filho, Henrique, filho de sua primeira esposa Hélia de Semur. Após o encontro, Henrique havia se casado com uma parente do conde, cujo apelido passou para os seus descendentes.

## Violência e Banditismo
A escassez de informações sobre Roberto I é imensa, lamenta J. Richard. No entanto, os fatos que os historiadores conhecem dele nos últimos anos de sua vida são apenas de violência e banditismo a que ele se entregou. Estes abusos podem refletir a sua crescente falta de dinheiro, talvez mais do que um carácter prevalente. Historiadores como J. Garnier e A. Kleinclausz deram-lhe mesmo o apelido de "Roberto sem-terra”. Os abusos do duque cometidos contra igrejas e mosteiros foram numerosos. Ele tinha recolhido as colheitas, apreendeu os dízimos, havia tomado as adegas. Em Auxerrois, em Langrois, em Dijon e Auxois, em todos os lugares aumentaram as queixas dos religiosos. Tais crimes não podiam ficar impunes. Eles conseguiram que Roberto fosse excomungado. Os religiosos o convocaram para o concílio realizado em Autun (ano de 1060), onde ele se redimiu honradamente. É provável que tenha sido no concílio de Autun onde decidiu que sua viagem a Roma, devia de ocorrer entre os anos de 1060 e 1064 e deveria pedir o perdão por seus crimes.

## Morte e Sepultamento
Robert faleceu em Fleury-sur-Orne, Calvados, Baixa Normandia, França. Foi sepultado na abadia fundada for S. Sequário na comuna de Saint-Seine-l'Abbaye, Borgonha, França no século VI, atualmente em ruínas.

## Descendência
De Hélia de Semur, filha de Damásio de Semur, teve: 
1. Henrique da Borgonha (1035 – ca. 1074), casou com Sibila de Barcelona (1023 – 1074), filha de Berengário Raimundo (1005 – 26 de Maio de 1035)
2. Constança da Borgonha (1046 – 1093), casou com Afonso VI de Castela

De Ermengarda de Anjou, chamada "A Branca" (1018 – 1076), casada em primeiras nupcias com Godofredo II de Gâtinais e filha de Fulco III de Anjou, conde de Anjou (971 – 1040) e de Ildegarda de Mitz, teve:
1. Roberto da Borgonha (1040] – 1113), envenenado; casou com Violante da Sicília, filha de Rogério I da Sicília
2. Simão da Borgonha (1045 – 1087), Roberto e Simão foram exilados pelo seu sobrinho Hugo I, quando ele tomou posse do ducado. E. Petit escreveu que, tendo tomado parte na expedição contra os mouros na Espanha, Roberto se encontrava em Leão, na Espanha em 1087 e que ele passou depois pela Sicília, onde se casou com a filha do rei Rogério I da Sicília. A viúva deste último, Adelaide de Montferrat, confiou-lhe a regência do seu reino durante a menoridade de seu filho[21]. Roberto terá morrido em 1112. De acordo com Orderico Vitalis[22], ele teria sido envenenado, pela mão da mulher que o havia chamado à Sicília para salvar o país da ameaça de uma ruína iminente e lhe dera em casamento uma de suas filhas. Quanto a Simão, E. Petit, apoiando-se em Orderico Vitalis, escreveu que ele seguiu a sorte de seu irmão e que só ele não se encontra mencionado em nenhuma parte dos documentos.
3. Hildegarda da Borgonha (ca. 1056 – 1104), casou com Guilherme VIII da Aquitânia